# Pau Navarro Badenes
Pau Navarro Badenes (Villavieja (Castellón), España, 25 de abril del 2005) es un futbolista español que juega de defensa en el Villarreal CF de la Primera División de España.

## Trayectoria
Nacido en La Vilavella, Castellón, Comunidad Valenciana, Navarro es un jugador formado en la cantera del Villarreal CF. El 24 de septiembre de 2023, hizo su debut con el Villarreal CF "C" en una goleada en casa por 5-1 ante el CD Acero en Tercera Federación.
El 12 de noviembre de 2023, Navarro debutó con el Villarreal CF "B" de la Segunda División de España, sustituyendo en el descanso a Álex Forés en la victoria a domicilio por 1-0 sobre el CD Tenerife.
El 7 de abril de 2024, anotó su primer gol con el Villarreal CF "B", en un encuentro frente al Burgos CF que acabaría con victoria por dos goles a uno.
El 26 de septiembre de 2024, debutó con el Villarreal CF en un encuentro frente al Espanyol, ingresando al minuto 74 por Logan Costa.
El 18 de marzo de 2025, renovó con Villarreal CF hasta junio de 2030.

## Selección nacional
El 13 de febrero de 2024, sería convocado con la Selección de fútbol sub-18 de España en un encuentro amistoso frente a Noruega.

## Estadísticas

### Clubes
Actualizado al último partido disputado el 9 de noviembre de 2024.
| Club                          | Div.          | Temporada     | Liga  | Liga  | Copas nacionales | Copas nacionales | Copas internacionales | Copas internacionales | Total | Total |
| Club                          | Div.          | Temporada     | Part. | Goles | Part.            | Goles            | Part.                 | Goles                 | Part. | Goles |
| ----------------------------- | ------------- | ------------- | ----- | ----- | ---------------- | ---------------- | --------------------- | --------------------- | ----- | ----- |
| Villarreal C. F. "C" · España | 3.ª F         | 2023-24       | 12    | 2     | —                | —                | —                     | —                     | 12    | 2     |
| Villarreal C. F. "C" · España | Total club    | Total club    | 12    | 2     | 0                | 0                | 0                     | 0                     | 12    | 2     |
| Villarreal C. F. "B" · España | 2.ª           | 2023-24       | 13    | 1     | —                | —                | —                     | —                     | 13    | 1     |
| Villarreal C. F. "B" · España | 1.ª F         | 2024-25       | 4     | 0     | —                | —                | —                     | —                     | 4     | 0     |
| Villarreal C. F. "B" · España | Total club    | Total club    | 17    | 1     | 0                | 0                | 0                     | 0                     | 17    | 1     |
| Villarreal C. F. · España     | 1.ª           | 2024-25       | 3     | 0     | 1                | 0                | —                     | —                     | 4     | 0     |
| Villarreal C. F. · España     | Total club    | Total club    | 3     | 0     | 1                | 0                | 0                     | 0                     | 4     | 0     |
| Total carrera                 | Total carrera | Total carrera | 32    | 3     | 1                | 0                | 0                     | 0                     | 33    | 3     |